# Battaglia di Lyngør
La battaglia di Lyngør ebbe luogo tra il 6 ed il 12 luglio 1812, e vi si affrontarono, per l'ultima volta, la Marina britannica e le flotte alleate di Norvegia e Danimarca nella cornice delle guerre napoleoniche.

## Il fondo storico della battaglia
Il Regno Unito impose un blocco nelle linee di rifornimento tra Norvegia e Danimarca nello stretto di Skagerrak durante le guerre napoleoniche, ad eccezione delle navi norvegesi che trasportavano legname nel Regno Unito. Benché questo colpisse i rifornimenti di grano alla Norvegia, i norvegesi preferivano limitare le loro operazioni navali alla difesa costiera. Tuttavia, con le navi scampate alla battaglia di Copenaghen del 1807 si prepararono a rompere il blocco.

## I preparativi del combattimento
Dopo anni di scaramucce, la flotta danese-norvegese era costituita da un'unica nave importante, una fregata, il Najaden , dotata di 42 cannoni, finita nel 1811 in parte coi resti dei vascelli di linea distrutti nella seconda battaglia di Copenaghen. Vedendo un'opportunità di farla finita con la flotta norvegese-danese, la Gran Bretagna inviò il vascello di linea HMS Dictator, con 64 cannoni, ed altri tre brigantini: il Calypso, il Podargus ed il Flamer. Lo stesso accadeva per la Najaden che era accompagnata da tre brigantini: il Kiel, il Lolland ed il Samsøe.
Il piano del capitano Steward era dare la caccia alla Najaden e distruggerla, ripristinando in questo modo la supremazia inglese sulle rotte commerciali tra Norvegia e Danimarca e, nello stesso tempo, farla finita con la partecipazione danese alle Guerre napoleoniche. In un combattimento aperto, il suo vascello di linea avrebbe potuto sconfiggere con facilità la fregata, e pertanto, Steward cercava semplicemente il confronto diretto. Al contrario, il capitano danese Holm in nessun modo voleva questo tipo di confronto, ma si fidava della sua maggiore conoscenza di quelle acque per evadere la persecuzione inglese.

## La battaglia

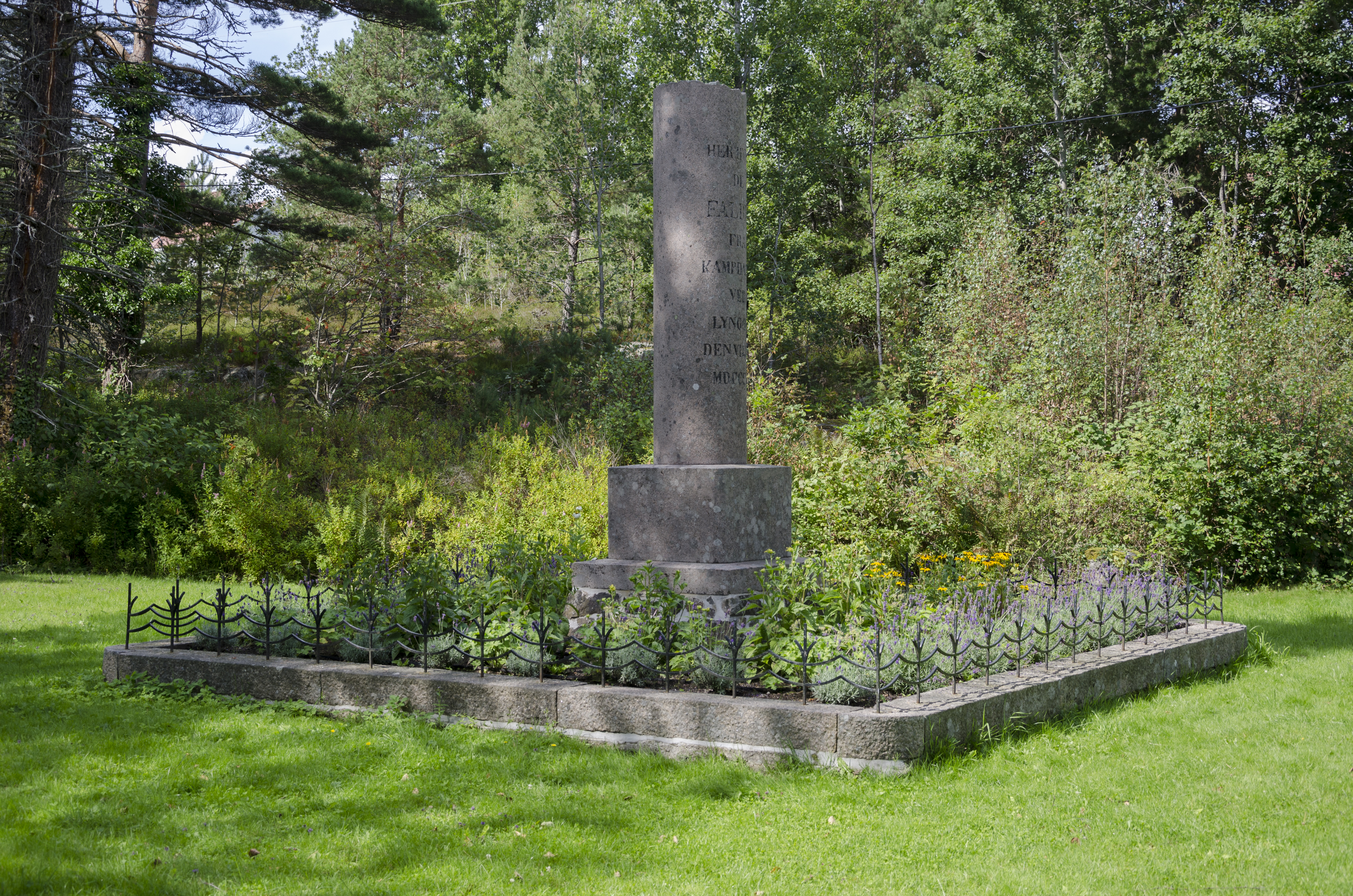

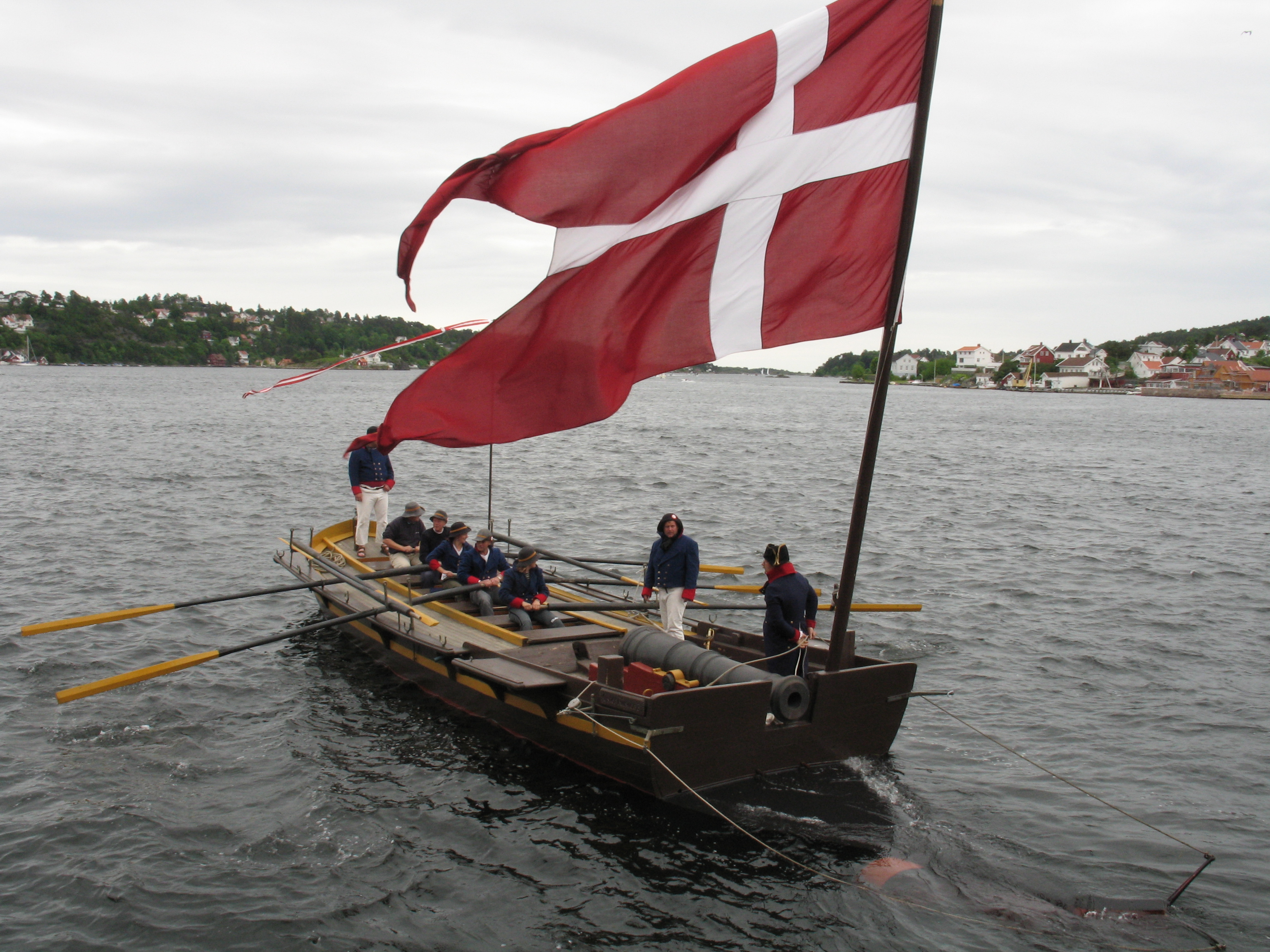

La Najaden era ancorata vicino all'isola di Sandøya, nei pressi di Tvedestrand, dove il capitano Holm si sentiva più sicuro. La sua convinzione era che nessuna nave inglese si sarebbe arrischiata ad addentrarsi nel poco familiare e scosceso arcipelago. Quel giorno accettò l'invito a cena del capitano del Samsøe, permettendosi perfino di andare a terra. Dalle colline poté vedere che le navi britanniche erano già dentro l'arcipelago e che si avvicinavano.
Rapidamente ritornò alle sue navi ed ordinò alla flottiglia di prendere la rotta di nord-est verso Lyngør. Il brigantino Podargus era in testa alla flottiglia inglese ed era condotto apparentemente da un timoniere che conosceva bene quelle acque. Il Pogardus circumnavigò Buskskjærsteinen e Steward ordinò al Flamer di navigargli dietro ed assisterlo. I brigantini inglesi furono assaltati da molte piccole scialuppe danesi e norvegesi, riportando danni considerevoli, benché fossero in grado poi di riunirsi di nuovo al Dictator quando finì la battaglia principale.
La Najaden si diresse verso i fragori della battaglia che provenivano da Lyngør, lasciando dietro di sé gran parte delle navi di appoggio, per lottare contro i brigantini inglesi.
Steward, uno scozzese conosciuto nella marina reale inglese come "Mad Jim", il pazzo Jim, fece rotta a sua volta verso il fragore, salpando l'ancora e lasciando deliberatamente che la nave offrisse il fianco al suono della battaglia. Usando l'ancora stessa come fulcro, posizionò il Dictator in modo che la sua fiancata rimanesse a 35 o 40 metri dalla Najaden. Incapace di virare, la Najaden aveva invece la propria fiancata rivolta verso Lyngør. Dalle 21,30, la Dictator scaricò i suoi cannoni per 15 minuti contro la fregata danese, sparando più di quattro tonnellate di munizioni che spezzarono l'albero maestro, mentre incendiavano la nave ed i brigantini danesi ancorati nelle vicinanze. In 45 minuti, la Najaden era affondata con 133 morti e 82 feriti. Holm sopravvisse, benché solo per perire in un incidente alcuni mesi dopo.
Terminata la battaglia, le cannoniere danesi si allontanarono verso Lyngør. Alle 2.00 del 7 luglio, il Dictator fu finalmente inseguito fuori dalle acque norvegesi dalle cannoniere danesi.

## Conseguenze
La battaglia di Lyngør pose definitivamente fine alla partecipazione dei regni di Danimarca e Norvegia alle Guerre napoleoniche. Nel trattato di Kiel, la Danimarca cedeva il suo dominio sulla Norvegia, ponendo le basi del movimento indipendentista norvegese, indipendenza che non venne ottenuta fino al 1905. Questo combattimento liberò anche le risorse della flotta britannica per lottare contro la marina francese nel resto delle Guerre napoleoniche.